# Nijetrijne
Nijetrijne (Stellingwerfs: Ni'jtriene, Fries: Nijetrine) is een dorp in de gemeente Weststellingwerf, in de Nederlandse provincie Friesland.
Nijetrijne ligt ten zuidwesten van Wolvega, aan de N351 (Pieter Stuyvesantweg), tussen Wolvega en Kuinre. Het dorp ligt midden in het natuurgebied de Rottige Meente, waar verschillende keren otters zijn uitgezet.
In Nijetrijne staat een heel klein kerkje. Het kerkje is in 1900 opgericht en er worden momenteel nog wekelijks kerkdiensten gehouden. Één keer in de 2 jaar houdt de gemeente een kerstwandeling door het prachtige natuurgebied de Rottige Meente.

## Tweede Wereldoorlog
Op 15 augustus 1944 woedde een luchtgevecht boven Zuidwest-Drenthe, waarbij meerdere vliegtuigen zijn neergestort. Bij Nijetrijne stortte een Amerikaanse B-24 Liberator zware bommenwerper neer. Zes bemanningsleden kwamen om, twee raakten gewond en werden samen met een derde krijgsgevangen genomen en een wist te ontkomen m.b.v. het verzet.

## Windmolens
In de omgeving van Nijetrijne staan de volgende poldermolens:
| Naam/benaming           | Type                  | Bouwjaar  | Foto |
| ----------------------- | --------------------- | --------- | ---- |
| De Reiger               | grondzeiler           | 1871      |      |
| De Rietvink             | grondzeiler           | 1855      |      |
| Tjasker Nijetrijne      | tjasker               | 1976/2007 |      |
| Voorheen Molen Schokker | Amerikaanse windmotor | onbekend  |      |
| Windmotor Nijetrijne 1  | Amerikaanse windmotor | onbekend  |      |
| Windmotor Nijetrijne 2  | Amerikaanse windmotor | onbekend  |      |
| Windmotor Nijetrijne 3  | Amerikaanse windmotor | onbekend  |      |
| Windmotor Nijetrijne 4  | Amerikaanse windmotor | onbekend  |      |
| Windmotor Nijetrijne 6  | Amerikaanse windmotor | onbekend  |      |
| Windmotor Nijetrijne 7  | Amerikaanse windmotor | onbekend  |      |
| Windmotor Nijetrijne 8  | Amerikaanse windmotor | onbekend  |      |
| Windmotor Nijetrijne 9  | Amerikaanse windmotor | onbekend  |      |

Zie ook
- Lijst van rijksmonumenten in Nijetrijne
- Lijst van gemeentelijke monumenten in Nijetrijne
- Kerk Nijetrijne (Evangelische gemeente Maranatha)